# Lilwani Corona
Lilwani Corona est une corona, formation géologique en forme de couronne, située sur la planète Vénus par -29,5° S et 271,5° E. Elle est localisée dans le quadrangle de Themis Regio. Elle a été nommée en référence à Lilwani, déesse hittite de la Terre. 

## Géographie et géologie
Lilwani Corona couvre une surface circulaire d'environ 500 km de diamètre. Cette formation fait partie des 34 coronae de plus de 500 km de diamètre sur la surface de Vénus.